# 스파이로: 립토의 분노!
《스파이로 2: 립토의 분노!》(Spyro 2: Ripto's Rage!)는 인섬니악 게임스가 개발하고 소니 컴퓨터 엔터테인먼트가 배급한 1999년 플랫폼 게임이다. 《스파이로》 시리즈 두 번째 게임으로 플레이스테이션 플랫폼으로 제작돼 북미에서 1999년 11월 2일 처음 출시됐다. 유럽판 제목은 《스파이로 2: 글리머로의 통로》였다.
스파이로가 휴가를 가려던 중 사고로 아발라 세계의 글리머 영역에 소환돼, 아발라를 폭정으로 다스리려는 주술사 립토 일당을 퇴치하는 이야기를 그렸다. 전작 《스파이로 더 드래곤》처럼 플레이어는 주인공 스파이로를 조종하며 불뿜기와 비행을 이용해 스테이지를 돌파하고 임무를 수행하는 것이 목표이다. 게임 진행에 따라 잠수, 사다리 오르기 등 새 능력을 획득하고 논플레이어 캐릭터의 보조임무를 수행하는 등 다양한 게임플레이 요소들이 추가됐다.
출시 당시 《립토의 분노!》는 긍정적인 평가를 받았다. 2018년, 이 게임이 리마스터 《스파이로 리이그나이티드 트릴로지》에 수록돼 발매됐다.

## 평가
| 평가 |        |
| --- | ------ |
| 통합 점수 통합사 점수 게임랭킹스 87% [ 1 ] 평론 점수 평론사 점수 게임스팟 8.6/10 [ 2 ] IGN 8.8/10 [ 3 ] |        |
| 통합 점수                                                                                               |        |
| 통합사                                                                                                  | 점수   |
| 게임랭킹스                                                                                              | 87%    |
| 평론 점수                                                                                               |        |
| 평론사                                                                                                  | 점수   |
| 게임스팟                                                                                                | 8.6/10 |
| IGN | 8.8/10 |

## 참조

### 주해
1. ↑  영어: Spyro 2: Gateway to Glimmer